# Beigang, Hebei
Beigang (kinesiska: 北港镇, 北港) är en köping i Kina. Den ligger i provinsen Hebei, i den norra delen av landet, omkring 270 kilometer öster om huvudstaden Peking. Antalet invånare är 31 139. Befolkningen består av 14 733 kvinnor och 16 406 män. Barn under 15 år utgör 14,0 %, vuxna 15-64 år 79 %, och äldre över 65 år 6,0 %.
Genomsnittlig årsnederbörd är 870 millimeter. Den regnigaste månaden är augusti, med i genomsnitt 225 mm nederbörd, och den torraste är januari, med 4 mm nederbörd.